# Павел Йошич
Павел Йошич (Йоших, Йоиших) е архиепископ на Софийско-Пловдивската архиепархия. Работи в трудни времена на възстановяване на епархията след разгрома на Чипровското въстание.

## Биография
За Павел Йошич се знае, че е родом от Далмация. Информацията за него и от него е оскъдна. Избран за софийски архиепископ на 28 ноември 1707 година и е ръкоположен на следната година..
След отделя на Никополската епархия и прогонване на католиците от Чипровци, компактната маса вярващи от епархията е в Пловдивско. През 1708 г. Йошич пренася седалището си в Пловдивско и по-точно в Даваджово. Наименованието на епархията също е сменено на Софийско-Пловдивска.
За него липсват документи и записки, понеже голяма част от тях са изгорени при нахлуванията на кърджалиите, а други са унищожени, за да не попаднат в ръцете на турците и така да компрометират католическото духовенство.
Знае се само, че и той е претърпял ужасни гонения от турците и гръцкото духовенство.
Починал на 6 юли 1719 г. село Даваджово, Пловдивско.